# Brian Daboll
Brian Daboll (Welland, Canadá, 14 de abril de 1975) es un entrenador de fútbol americano, quien se desempeña actualmente como entrenador de los New York Giants, de la National Football League (NFL). Anteriormente, fue coordinador ofensivo para los Buffalo Bills, Cleveland Browns, Miami Dolphins, Kansas City Chiefs y Alabama Crimson Tide football. Daboll también se ha desempeñado en varios otros puestos, como entrenador de los Patriotas de Nueva Inglaterra de 2000 a 2006 y nuevamente de 2013 a 2016. 

## Primeros años
Nacido en el Cataratas del Niágara suburbio de Welland, Ontario, Canadá, Daboll fue criado por sus abuelos en las cercanías de West Seneca, un suburbio de [ [Búfalo, Nueva York]]. Daboll asistió a la Escuela secundaria de Saint Francis en Athol Springs, Nueva York y fue un letrado en el fútbol. Fue compañero de equipo allí con el coordinador de equipos especiales de LSU, Brian Polian, y el ejecutivo de los Philadelphia Eagles, David Caldwell. Asistió a la Universidad de Rochester y fue titular de dos años en el fútbol americano. Daboll se graduó con un título en economía . 

## Carrera de entrenador

### Asistente
Primeros trabajos
Daboll fue contratado como entrenador de ingresos restringidos por el College of William & Mary en 1997 antes de trasladarse a la Michigan State University como asistente graduado de 1998 a 1999. 
New England Patriots
Daboll comenzó su carrera como entrenador en la NFL a la edad de 24 años con los Patriotas de Nueva Inglaterra como asistente de entrenador defensivo en la temporada 2000 de los New England Patriots bajo la dirección del nuevo entrenador en jefe Bill Belichick. Después de que el asistente de personal Josh McDaniels fuera ascendido a asistente defensivo, Daboll fue ascendido a receptores abiertos entrenador de los Patriots en la 2002. Después de la temporada 2006, dejó a los Patriots para servir como entrenador de mariscales de campo de los Jets. Los Patriots ganaron 3 Super Bowls durante la primera etapa de Daboll con los Patriots. 
New York Jets
En 2007, Daboll se unió al personal de Eric Mangini con los New York Jets como entrenador de mariscales de campo. Mangini y Daboll sirvieron como asistentes en los Patriots de 2000 a 2005. Daboll entrenó a los mariscales de campo Chad Pennington, Kellen Clemens y Brett Favre durante su mandato en Nueva York. Los Jets despedirían al entrenador Mangini el 29 de diciembre de 2008, después de que los Jets terminaran 9-7 a pesar de un comienzo de temporada de 8-3. Daboll no sería retenido bajo el nuevo entrenador en jefe Rex Ryan. 
Cleveland Browns
En 2009, Daboll se unió a los Cleveland Browns como coordinador ofensivo y se reunió con el nuevo entrenador en jefe Eric Mangini, con quien trabajó en Nueva Inglaterra y en los New York Jets. Bajo Daboll, los Browns tenían la ofensiva número 32 de la NFL en 2009. y la ofensa clasificada 29 en 2010.
Miami Dolphins
Daboll fue nombrado Coordinador Ofensivo de los Miami Dolphins bajo el entrenador en jefe Tony Sparano en 2011, y sus Dolphins mejoraron del puesto 30 en la liga al 20 en la ofensiva general. Los Dolphins despidieron al entrenador Sparano después de que el equipo comenzara 4-9 el 11 de diciembre de 2011 y Daboll no sería retenido bajo el nuevo entrenador en jefe Joe Philbin. 
Kansas City Chiefs
El 6 de febrero de 2012, los Kansas City Chiefs anunciaron la contratación de Daboll como coordinador ofensivo, reemplazando al retirado Bill Muir. Daboll se reunió con el nuevo entrenador en jefe Romeo Crennel, con quien trabajó Daboll en los Patriots de 2001 a 2004. Los Chiefs de 2012 terminaron con un récord de 2-14, el peor de la liga, y despedirían a Crennel después de solo una temporada como director. entrenador de Kansas City. Daboll no fue retenido bajo el nuevo entrenador en jefe Andy Reid. 
New England Patriots (segundo turno)
El 14 de enero de 2013, los New England Patriots anunciaron que volvería a ser entrenador por el resto de la temporada 2012-13 de los Patriots. 6 días después, los Patriots perderían ante el eventual campeón del Super Bowl Baltimore Ravens 13–28 en el Juego de Campeonato de la AFC. Daboll se desempeñó como entrenador del the Patriots tight de 2013 a 2016, entrenando al the Patriots tight Pro Bowl Rob Gronkowski durante su segunda temporada. Los Pats ganarían 2 Super Bowls durante la segunda etapa de Daboll en Nueva Inglaterra. 
Alabama
El 18 de febrero de 2017, Daboll regresó al fútbol americano universitario como coordinador ofensivo del Alabama Crimson Tide, marcando el primer período de entrenamiento de fútbol americano universitario de Daboll en 18 años. Daboll se reunió con el entrenador en jefe de Alabama Nick Saban, para quien trabajó mientras Saban era el entrenador en jefe del Michigan State. Ayudó a Alabama a llegar al 2018 National Championship Game, donde Tide derrotó a los Georgia Bulldogs en tiempo extra. Entrenó a los mariscales de campo Jalen Hurts y Tua Tagovailoa durante su única temporada en Alabama. 
Buffalo Bills
El 4 de enero de 2018, Daboll fue nombrado nuevo coordinador ofensivo para el equipo de su ciudad natal, los Buffalo Bills bajo la dirección del entrenador en jefe y exalumno de William & Mary  Sean McDermott. A Daboll se le atribuye en parte el desarrollo del mariscal de campo Josh Allen, a quien muchos exploradores vieron como un "proyecto" que salía de la universidad. En 2020, la tercera temporada de Daboll con los Bills, Allen estableció numerosos récords de pases para los Bills. y la ofensiva de los Bills en su conjunto mejoró significativamente ese año, terminando segundo ese año con 31,3 puntos por partido. El equipo terminó con 13 victorias por primera vez desde la 1991, ganó su primer título de división y su primer partido de playoffs desde la 1995, e hizo su primer partido de campeonato de la AFC desde [[1993
Temporada 1993 de los Buffalo Bills, en la que perdieron ante los Kansas City Chiefs (temporada 2020 de los Kansas City Chiefs) 24–38. Por su trabajo, Daboll ganó el Premio al Entrenador Asistente del Año de la NFL de Associated Press para la temporada 2020.

### New York Giants
Daboll fue contratado como el entrenador en jefe número 22 de los New York Giants el 28 de enero de 2022.